# Perm-Bahn
| Betriebs-/Güterbahnhof Streckenanfang (Strecke außer Betrieb) | 0,0  | Permer Stollen                                   | Permer Stollen                                   |
| Brücke über Wasserlauf (Strecke außer Betrieb)                | 0,2  | Brockbach                                        | Brockbach                                        |
| Strecke mit Straßenbrücke (Strecke außer Betrieb)             |      | heutige Bundesautobahn 30                        | heutige Bundesautobahn 30                        |
| Abzweig geradeaus und von links (Strecke außer Betrieb)       |      | spätere Trasse von Velpe (s. u.)                 | spätere Trasse von Velpe (s. u.)                 |
| Strecke mit Straßenbrücke (Strecke außer Betrieb)             |      | heutige Bundesautobahn 1                         | heutige Bundesautobahn 1                         |
| Grenze (Strecke außer Betrieb)                                | 7,1  | Landesgrenze Nordrhein-Westfalen / Niedersachsen | Landesgrenze Nordrhein-Westfalen / Niedersachsen |
| Abzweig geradeaus und nach rechts (Strecke außer Betrieb)     |      | spätere Trasse nach Natrup-Hagen (s. u.)         | spätere Trasse nach Natrup-Hagen (s. u.)         |
| Kreuzung geradeaus oben (Strecke geradeaus außer Betrieb)     |      | Hasbergen–Osnabrück                              | Hasbergen–Osnabrück                              |
| Abzweig ehemals geradeaus und von rechts                      |      | von Hasbergen                                    | von Hasbergen                                    |
| ehemaliger Haltepunkt / Haltestelle                           | 10,9 | Wulffskotten                                     | Wulffskotten                                     |
| Strecke                                                       |      | nach Georgsmarienhütte                           | nach Georgsmarienhütte                           |

| Strecke                                                  |     | von Osnabrück                                    | von Osnabrück                                    |
| Dienststation / Betriebs- oder Güterbahnhof              | 0,0 | Velpe (Westf)                                    | Velpe (Westf)                                    |
| Abzweig ehemals geradeaus und nach rechts                |     | nach Rheine                                      | nach Rheine                                      |
| Brücke über Wasserlauf (Strecke außer Betrieb)           | 0,4 | Brockbach                                        | Brockbach                                        |
| Strecke mit Straßenbrücke (Strecke außer Betrieb)        |     | heutige Bundesautobahn 30                        | heutige Bundesautobahn 30                        |
| Abzweig geradeaus und von rechts (Strecke außer Betrieb) |     | ehem. Trasse von Perm (s. o.)                    | ehem. Trasse von Perm (s. o.)                    |
| Blockstelle (Strecke außer Betrieb)                      | x,x | Bk Habichtswald                                  | Bk Habichtswald                                  |
| Strecke mit Straßenbrücke (Strecke außer Betrieb)        |     | heutige Bundesautobahn 1                         | heutige Bundesautobahn 1                         |
| Grenze (Strecke außer Betrieb)                           | 7,1 | Landesgrenze Nordrhein-Westfalen / Niedersachsen | Landesgrenze Nordrhein-Westfalen / Niedersachsen |
| Abzweig geradeaus und nach links (Strecke außer Betrieb) |     | ehem. Trasse nach Georgsmarienhütte (s. o.)      | ehem. Trasse nach Georgsmarienhütte (s. o.)      |
| Abzweig ehemals geradeaus und von links                  |     | von Hasbergen                                    | von Hasbergen                                    |
| ehemaliger Bahnhof                                       |     | Leeden                                           | Leeden                                           |
| Strecke                                                  |     | nach Münster                                     | nach Münster                                     |
|                                                          |     |                                                  |                                                  |
| Quellen:                                                 |     |                                                  |                                                  |

Die Perm-Bahn war eine Eisenbahnstrecke, die vom Permer Stollen zwischen Laggenbeck und Velpe zur Bahnstation Hasbergen führte.

## Erzbahn
Die Erzbahn verband den Permer Stollen mit der Bahnstrecke Hasbergen–Georgsmarienhütte. So konnten die Erze des Ibbenbürener Erzbergbaus kostengünstig zur Georgs-Marien-Hütte in Georgsmarienhütte transportiert werden, weil man sich den wesentlich längeren und teureren Weg über Osnabrück sparte. Die Planungen zum Bau der Bahnstrecke begannen 1881, die ersten Arbeiten an der Strecke wurden 1884 aufgenommen und die Querung der Bahnstrecke Osnabrück-Münster mit einer Brücke wurde am 31. August 1885 durch das Eisenbahn-Amt Münster genehmigt. Der Betrieb auf der Bahnstrecke wurde am 1. November 1886 aufgenommen, zusätzlich wurde am 31. März 1889 der Personentransport genehmigt. Am 29. Oktober 1887 stürzte in der Nähe von Bad Ledde ein Erzzug um, bei dem Unfall gab es keinen Personenschaden.
Die Eisenbahnstrecke begann an der Erzwäsche am Permer Stollen und verlief durch die Bauerschaften Ahlert, Tolksdorf und Osterberg über die Landesgrenze Niedersachsen/Nordrhein-Westfalen, überquerte den Goldbach und die Straße Hasbergen – Gaste. Danach stieg die Strecke in Richtung Kirchberg in Hasbergen an, überquerte auf Eisenträgerbrücken die Tecklenburger Straße in der Ortsmitte von Hasbergen und danach ebenfalls die Bahnstrecke Osnabrück – Münster, bevor sie am Bahnhof Wulfskotten in die sogenannte Hüttenbahn einmündete.
Betreiber war der Georgs-Marien-Bergwerks- und Hüttenverein (GMV). Der Betrieb wurde 1926 eingestellt. Zeitweise bestand auch Personenverkehr, ihr Betreiber war die Georgsmarienhütten-Eisenbahn (GME).
Nach dem Krieg zeugte als letztes größeres Relikt der Permer Bahn bis Anfang der 1960er Jahre noch die Eisenbahnbrücke über die Tecklenburger Straße. Sie und der die Ortsmitte trennende Bahndamm wurden erst abgetragen, als Mitte der 1970er Jahre der Ortskern saniert wurde. Die ehemalige kleine Polizeiwache in Hasbergen stand genau an dieser Stelle, wo einst die Permer Bahn durch den Ort fuhr.

## Umgehungsbahn

### Südlicher Teil
Im Zweiten Weltkrieg wurde die Strecke reaktiviert und durch die Organisation Todt mit einer Verbindungskurve an die Bahnstrecke Richtung Münster angebunden. Auf diese Weise diente die Strecke noch bis in das Jahr 1949 als Umgehungsbahn für Osnabrück. Als die Alliierten in den letzten Kriegstagen Luftangriffe auf diese Stadt flogen, versuchte die Wehrmacht, mit schienengebundenen Flakgeschützen die Bahnstrecke zu verteidigen, indem sie diese auf der Perm-Bahn postiert hatte.

### Nördlicher Teil
Wegen zahlreicher Bombenangriffe auf Osnabrück sah sich die Deutsche Reichsbahn gezwungen, den zerstörten Bahnhof Osnabrück zu umgehen. Es bot sich die alte Trasse der Erzbahn besonders an, da diese von Hasbergen an der Strecke Osnabrück–Münster zur Bahnstrecke Löhne–Rheine führte.
Lediglich circa 200 m fehlten noch zur Anbindung an die Bahnstrecke in Velpe, da der Permer Stollen unterhalb der Bahntrasse liegt. Diese Umgehungsbahn wurde 1944 fertiggestellt. Sie diente bis 1946 dem Personen- und Güterverkehr. Ihr endgültiger Abbau erfolgte 1949.